# 菲爾斯泰因山
菲爾斯泰因山（Fürstein），是瑞士的山峰，位於該國中部，橫跨盧塞恩州和上瓦爾登州，屬於埃默河谷山的一部分，處於弗呂利附近，海拔高度2,040米。